# Pays de Călata
Le pays de Călata, en hongrois Kalotaszeg ([ˈkɒlotɒsɛɡ]), en roumain Țara Călatei, est une région ethnographique rurale transylvaine d’Europe centrale. Rattachée depuis 1918 à la Roumanie, cette région relativement bien définie d’un point de vue ethnographique ne correspond à aucune unité administrative des ensembles politiques dont elle a successivement fait partie : ni de la principauté de Transylvanie, ni du royaume de Hongrie au sein de l’Autriche-Hongrie, ni de l’actuelle Roumanie. C’est là l’une des originalités de cette région, dont l’existence dans la conscience populaire est largement liée à la tradition orale. Bien qu’historiquement beaucoup de ses habitants soient de souche roumaine, ce n’est pas pour autant une valachie car elle n’a pas été gouvernée selon de droit valaque, mais selon le droit hongrois, une partie de ses habitants étant Magyars ou Sicules. Son identification est d’ordre ethnographique : c’est l’œuvre scientifique, littéraire, architecturale et politique de Károly Kós que l’on pourrait qualifier de « père fondateur » du Kalotaszeg dans son ouvrage Kalotaszeg (1932) qui peut être considéré comme un manifeste identitaire introduisant cette « petite patrie » (au sens de l’allemand Heimat) sur la carte spirituelle de l’Europe.

## Frontières géographiques et dénomination
Limité par trois massifs montagneux, les monts du Gilău, de Vlădeasa et du Meseș qui font partie des Carpates occidentales roumaines, le pays de Călata peut être défini géographiquement comme un ensemble de vallées ayant, selon Kós (définition aujourd’hui consensuelle) la forme d’un cône tronqué à la pointe dirigée vers l’Ouest/Sud-Ouest, touchant presque la ville de Cluj (hongrois Kolozsvár, allemand Klausenburg), tandis que sa base constitue une ligne d’une soixantaine de kilomètres, orientée Sud-Ouest/Nord-Est, et dont le milieu coïnciderait grossièrement avec la ville de Huedin (en hongrois Bánffyhunyadi). Il se situe au Nord-Ouest de la Transylvanie et compte, outre la ville de Huedin, une centaine de villages et hameaux. La majorité de ces localités se trouve dans le département de Cluj (județ de Cluj), tandis qu'une trentaine de localités au Nord-Ouest de la zone relèvent administrativement du département de Sălaj (județ de Sălaj).

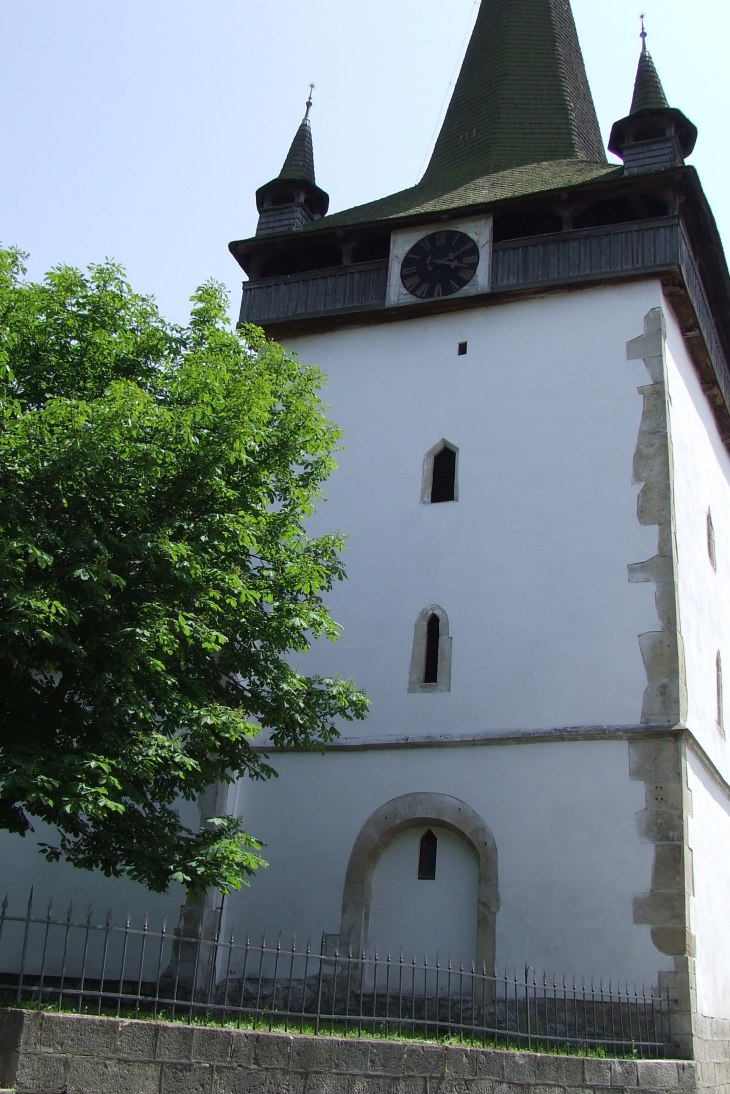
La tour de l'église réformée calviniste hongroise de Huedin (en hongrois Bánffyhunyad), construite au XVe siècle.
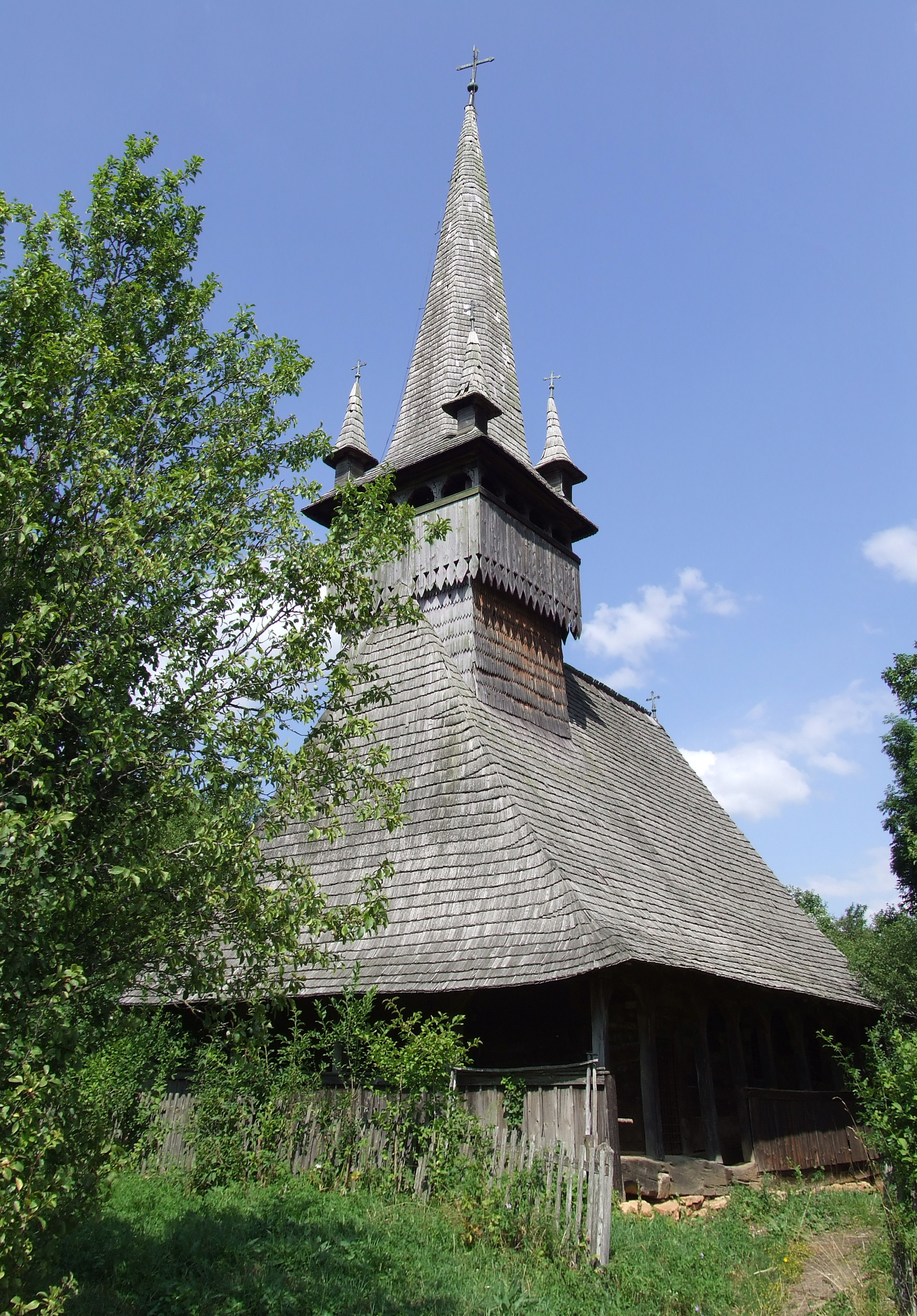
L'église orthodoxe roumaine d’Agârbiciu (en hongrois Egerbegy), construite en bois au XVIIe siècle.

L’origine du nom Călata/Kalotaszeg est discutée. Selon le point de vue hongrois, ce serait Kalota, généralement présenté comme le nom d’une ancienne tribu magyare, orthographié Kalatha dans les manuscrits anciens. Il peut aussi s’agir d’une variante de l’ethnonyme Kalocsa, amplement documenté quant à lui. Toutefois, l’existence d’un cours d’eau homonyme irriguant la seule partie de Kalotaszeg qui, aussi loin qu’on puisse remonter, n’a jamais cessé de porter ce nom, soulève la question d’une éventuelle origine pré-hongroise du terme, sachant d’une part que la l’hydronymie transylvaine manque singulièrement d’exemples de transformation d’ethnonymes en hydronymes, et d’autre part qu’aucune étymologie hongroise n’a été proposée pour ce mot. Par ailleurs, ce nom semble relativement isolé dans l’ethnonymie magyare de l’époque de la conquête hongroise. Des recherches approfondies seraient souhaitables. S’il devait s’avérer que le terme n’est pas attesté dans les documents de la période antérieure à la conquête de la Transylvanie centrale et n’a pas laissé de traces toponymiques en dehors de Kalotaszeg et des zones occidentales voisines, il faudrait envisager que le point de vue roumain puisse être réaliste : il pose l’hypothèse d’une transmission inverse, du cours d’eau Călata/Kalota au peuple et à la région. Dans ce cas, deux variantes se présentent :
- du dace kalata signifiant « plateau », « table », « tablier »[1] ;
- du celte kalta ou galata car l’archéologie a recensé de nombreuses implantations celtes dans le bassin de la rivière homonyme.

Le second élément du nom Kalotaszeg ne pose aucun problème d'interprétation. Il s'agit du mot hongrois szeg, en variation dialectale avec la forme arrondie szög, signifiant « angle » et présent sous forme de suffixe dans l’ensemble de la toponymie hongroise, pour désigner des régions au sein d’un pays ou des parties de village.

## Histoire
À défaut de données précises sur l’ethnogenèse particulière de la microrégion, on peut supposer que le peuplement du pays de Călata reproduit la structure générale du peuplement transylvain : à une première vague d’implantation dans l’Antiquité (thrace au XIIe siècle av. J.-C. puis celte au IIIe siècle av. J.-C.), suivie d’une forte acculturation dace, se superpose au début de notre ère l’apport des légions romaines, recelant elles-mêmes une importante diversité ethnique. Après le retrait des légions, les Wisigoths dominent le pays, bientôt suivis par les Gépides et les Huns. Les Slaves arrivent au milieu du VIe siècle. On ignore si les romanophones sont, comme l’affirme l’historiographie roumaine, les successeurs directs et autochtones des Daces romanisés sur place, ou s’ils sont arrivés dans la région en provenance des Balkans à la suite des guerres bulgaro-byzantines du IXe siècle comme le proposent les exégètes d’Anne Comnène, Georges Cédrène, Nicétas Choniatès et Jean Skylitzès, ou même beaucoup plus tardivement, au XIIIe siècle et à l’appel des rois de Hongrie, comme l’affirme Edouard Rössler et, à sa suite, l’historiographie hongroise.
Quoi qu’il en soit, à partir du Xe siècle, diverses tribus magyares s’infiltrent dans les bassins de Pannonie et des Carpates et à l’époque médiévale, l’extension du toponyme Kalota englobait de vastes zones à l’ouest du domaine actuel, approximativement jusqu’à l’actuelle frontière roumano-hongroise, dans la région aujourd’hui appelée Bihar/Bihor. Certaines tribus, et notamment celle d’Ond, s’installent dans la région et l’historiographie hongroise affirme que les Magyars y restèrent majoritaires jusqu’au XVIIIe siècle. Les incursions répétées des Tatars au cours du Moyen Âge, en 1241 et en 1242), frappent durement la population de la région. Le pays de Călata fait partie de la principauté de Transylvanie, état tributaire du royaume de Hongrie jusqu’en 1526, puis de l’Empire ottoman en 1571 et enfin de l'empire des Habsbourg à partir de 1699. De 1764 à 1867, la région appartient au grand-duché de Transylvanie, intégré à l'empire d'Autriche. Payant un lourd tribut aux guerres du prince transylvain François II Rákóczi, la population du pays de Călata a aussi souffert des événements liés à la révolution de 1848 et notamment des affrontements entre l’armée des « pandoures » des aristocrates et les insurgés révolutionnaires d’Avram Iancu.
De 1867 à 1919, le pays de Călata fait partie de l’Autriche-Hongrie. Après l’abdication des Habsbourg, au printemps 1919, l’architecte et écrivain hongrois Károly Kós, avec d’autres intellectuels du pays de Călata et le soutien de 40 000 partisans de la république, proclame à Huedin la république de Kalotaszeg,,,, mais, au bout de deux jours, les troupes roumaines et françaises occupent la région : un directoire composé du gouvernement hongrois de Gyula Károlyi et des représentants roumains gouverne alors la Transylvanie, jusqu’au traité de Trianon qui intègre officiellement en 1920 ce pays à la « Grande Roumanie ». À la suite du deuxième arbitrage de Vienne, le pays de Călata est, en 1940, restitué à la Hongrie horthyste avec le reste du Nord-Ouest et de l’Est de la Transylvanie. En 1944 les troupes roumaines et soviétiques remettent le pays à la Roumanie, ce qui sera officialisé au traité de Paris du 10 février 1947. Les guerres mondiales et le totalitarisme communiste provoquent des vagues d’exil massif vers la Hongrie, l’Allemagne, l’Autriche et Israël. En même temps, l’exode rural, intensifié entre 1990 et 2009, se traduit par un déplacement de populations vers les grandes villes du pays, notamment Cluj et Oradea.

## Population

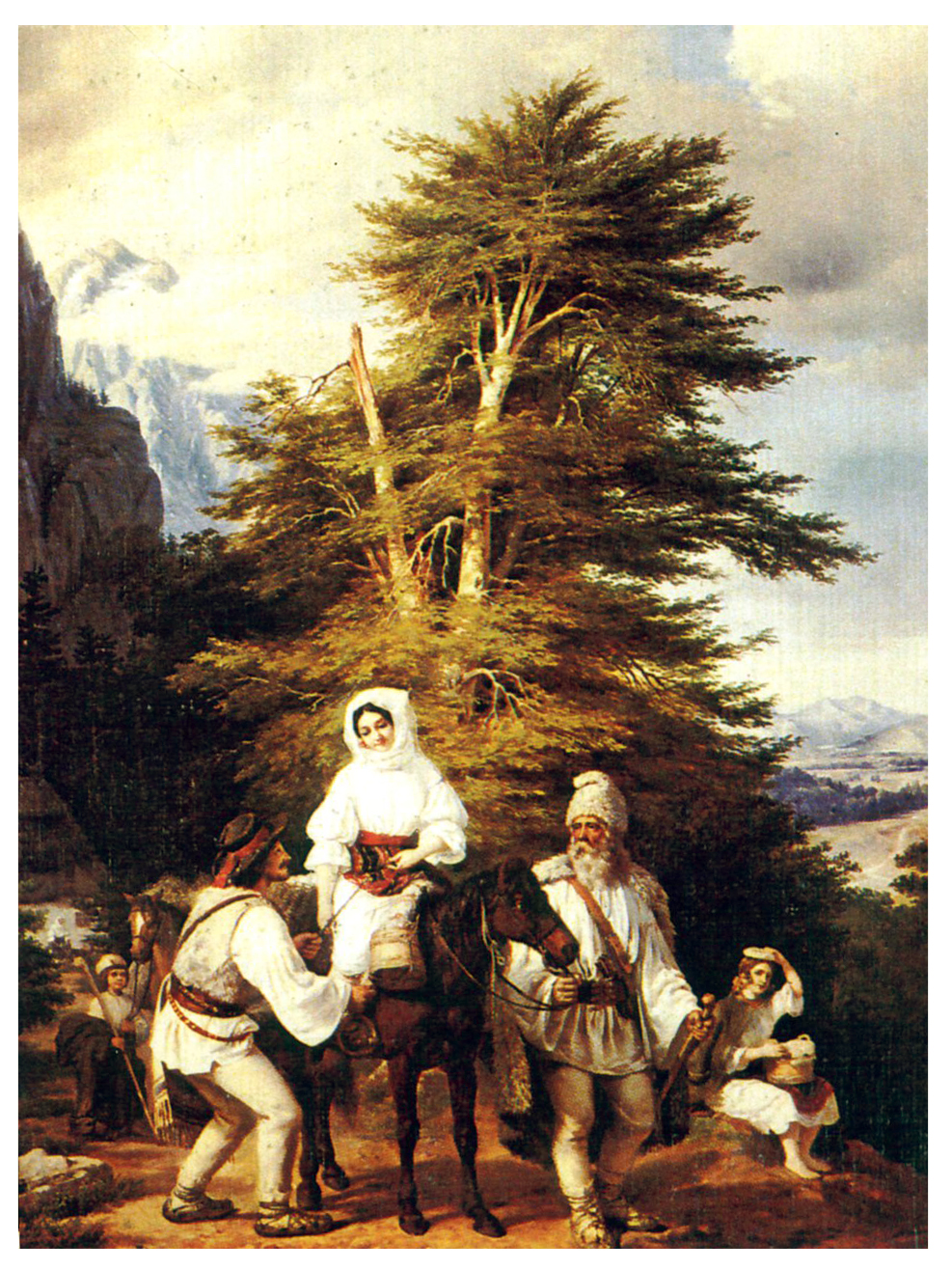
Miklos Barabas : Famille « valaque » descendant au marché, 1844.

### Démographie et structure ethnique
Linguistiquement, le pays de Călata est aujourd’hui une région majoritairement roumanophone, comme toutes les régions de Transylvanie en dehors du Pays sicule. Les principales zones roumanophones se situent aux abords des monts Apuseni, autour des localités de Gilău (Gyalu), Gârbău et dans la vallée de l’Almaşu, tandis que les communautés de langue hongroise se concentrent autour de Huedin, Aghireş (Egeres) et à proximité de Cluj. Pratiquant le trilinguisme (roumain, hongrois, romani), des communautés de langue romani sont présentes dans presque toutes les localités de la région. Le pays de Călata reste une des rares régions de Transylvanie à peuplement hongrois, qui, sans être majoritaire, reste dense.
Comme ailleurs, la scolarisation (en roumain de 1918 à 1940 et depuis 1945) a joué un rôle essentiel dans le roumanisation de la zone, car de nombreux foyers bilingues sont devenus exclusivement roumanophones. L’excédent démographique du hinterland méridional montagneux des monts Apuseni, roumanophone depuis des siècles, a aussi joué un rôle, les valaques « descendant » littéralement de la montagne vers l’aval des vallées, jadis à majorité hongroise. En fait ce processus de « descente » remonte loin dans l’histoire et est numériquement comptabilisé depuis au moins deux siècles. C’est pourquoi en Transylvanie, les noms des montagnes (Pietrosu, Găina, Codru, Pleșu, Căpățâna, Câmpulung...) sont presque tous d’origine latine, alors que noms slaves et finno-ougriens dominent en aval des vallées, le long des grands cours d’eau et dans les plaines. Estimée à 32 000 personnes en 1945, la population hongroise du pays de Călata tombe à 22 654 conformément au recensement de 1992. La principale cause de ce phénomène est le faible dynamisme démographique de la population hongroise, et notamment de la paysannerie hongroise du pays de Călata, adepte depuis plusieurs générations de pratiques malthusiennes liées à la gestion des patrimoines fonciers. En dépit du grand nombre des mariages mixtes, chaque communauté a sauvegardé ses propres valeurs ethnologiques, tout en respectant les traditions des autres communautés. Les trois communautés connaissent et, à l’occasion, pratiquent les danses et les mélodies traditionnelles des autres communautés. Les communautés de langue roumaine, celles de langue hongroise et celles de langue romani cohabitent en bonne entente depuis un millénaire dans la région, ce qui n’est pas toujours le cas ailleurs.

### Structure confessionnelle

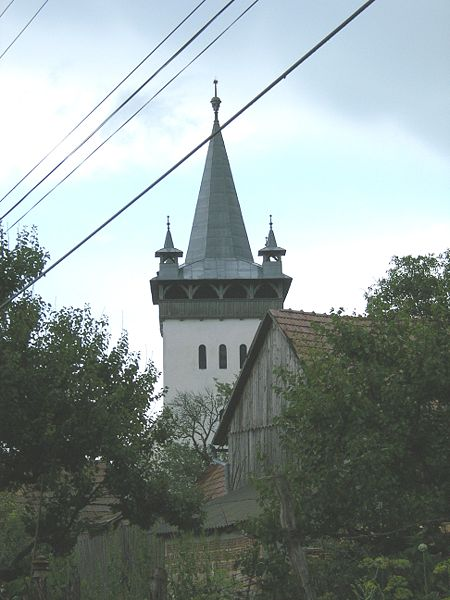
L'église calviniste hongroise de Bicalatu (Magyarbikal).

La population roumanophone du pays de Călata est chrétienne de rite oriental, majoritairement orthodoxe, à l’exception des quelques uniates ayant résisté à la répression qui a frappé leur église sous le régime communiste. Jusqu’en 1940, à Huedin, une partie importante de la population (20 %) était de confession mosaïque, mais le régime horthyste hongrois a procédé à leur déportation vers l’Allemagne nazie, où ils ont été exterminés. 
À l’exception de deux communautés catholiques romaines (dans les localités de Leghia et de Baciu) dont l’implantation ou la conversion sont relativement récentes, la population magyarophone du pays de Călata est presque intégralement calviniste depuis la Réforme.

## Les droits de la communauté hongroise dans la région
Conformément aux recommandations de l’Union européenne sur le respect des droits des communautés ethniques en Europe centrale et orientale, la Roumanie a abandonné, à partir de 2006, sa tradition jacobine, et a introduit, à côté de la langue roumaine officielle, l’utilisation, dans les localités du pays ayant une communauté ethnique dépassant les 20 % de leur population, des langues hongroise, allemande, turque, tatare, serbe, ukrainienne, rom et autres dans la vie publique (cours en langues minoritaires dans l’éducation nationale, noms des localités le long des routes nationales, inscriptions dans les gares, inscriptions publiques commerciales et culturelles, actes de la justice et de l’administration locale...). Par conséquent, dans plusieurs localités du pays de Călata (Kalotaszeg-Țara Călatei) ont, selon les cas, des inscriptions officielles bilingues.

## La renommée internationale du pays de Călata
Du fait qu’à partir de la Réforme, les pasteurs protestants transylvains avaient fait leurs études théologiques dans les centres universitaires des Pays-Bas, de la Confédération suisse et des principautés protestantes du Saint-Empire romain germanique, des liens de collaboration privilégiée et d’entraide ont été noués depuis le XVIe siècle entre les communautés protestantes de ces pays et celles du pays de Călata. Entre 1907 et 1910, le compositeur Béla Bartók avait recueilli plus de cent mélodies traditionnelles dans la micro-région. Les étudiants de la langue et de la littérature hongroises de l’université de Tokyo et d’Osaka font régulièrement des stages d’apprentissage de langue et des valeurs traditionnelles hongroises au Kalotaszeg. Depuis l’été 2008, l’écrivain alsacien Raoul Weiss séjourne au village de Mera, où il a participé à l’organisation d’un groupe de danse traditionnelle hongroise (táncház). Des chercheurs ethnologues de divers pays (Allemagne, Autriche, République tchèque, Slovaquie, Serbie, Ukraine, Italie, Suisse, Pays-Bas, Israël, Japon, les États-Unis, Canada, etc.) visitent souvent cette région très riche en valeurs traditionnelles vivantes.